# 60a edició dels Premis Sant Jordi de Cinematografia
La 60a edició dels Premis Sant Jordi de Cinematografia va tenir lloc en 2016. Com cada any des de 1957, Ràdio Nacional d'Espanya (RNE) va atorgar una sèrie de premis al cinema espanyol i estranger. Els premis Sant Jordi van ser concedits per un jurat presidit per Conxita Casanovas —directora del programa Va de cine de RNE— i compost per una vintena de crítics i periodistes especialitzats en cinema i pertanyents als mitjans de comunicació presents en Barcelona, motiu pel qual aquests premis són considerats com un premi de la crítica de la capital catalana.
La cerimònia de lliurament dels premis va tenir lloc de nou en l'antiga fàbrica de cervesa Damm l'11 d'abril de 2016 i va ser presentada en català i castellà per Núria Ramírez i Goyo Prados. A diferència d'altres premis similars, en aquesta data ja es coneixia el nom dels guardonats, per la qual cosa no assisteixen com nominats a un premi de destinació incerta i l'ambient és més relaxat.
Al marge dels premis atorgats pel jurat, RNE va concedir el premi a la indústria al distribuïdor David Alfaras, soci fundador d'Alfa Films i en el moment de la concessió del premi responsable d'Alfa Pictures. Es premia d'aquesta manera la seva trajectòria arriscada llançant pel·lícules de prestigi. Quant al premi a la trajectòria professional, va ser atorgat a l'actor lleonès Imanol Arias. Arias va començar el seu treball al cinema en el film de 1976 La Corea, i va exercir el seu primer paper protagonista en el film cubà de 1981 Cecilia. Va treballar al llarg de la seva extensa carrera cinematogràfica amb directors com Pedro Olea, Pedro Almodóvar, Mario Camus, Manuel Gutiérrez Aragón o Jaime Chávarri. Va guanyar la Conquilla de Plata al millor actor i un Fotogramas de Plata per El Lute: camina o revienta.
En el mateix acte es van lliurar també les denominades Roses de Sant Jordi, dos premis concedits per votació dels oïdors de Radi 4 deRNE i que recompensen a les millors pel·lícules espanyola i estrangera.

## Premis Sant Jordi

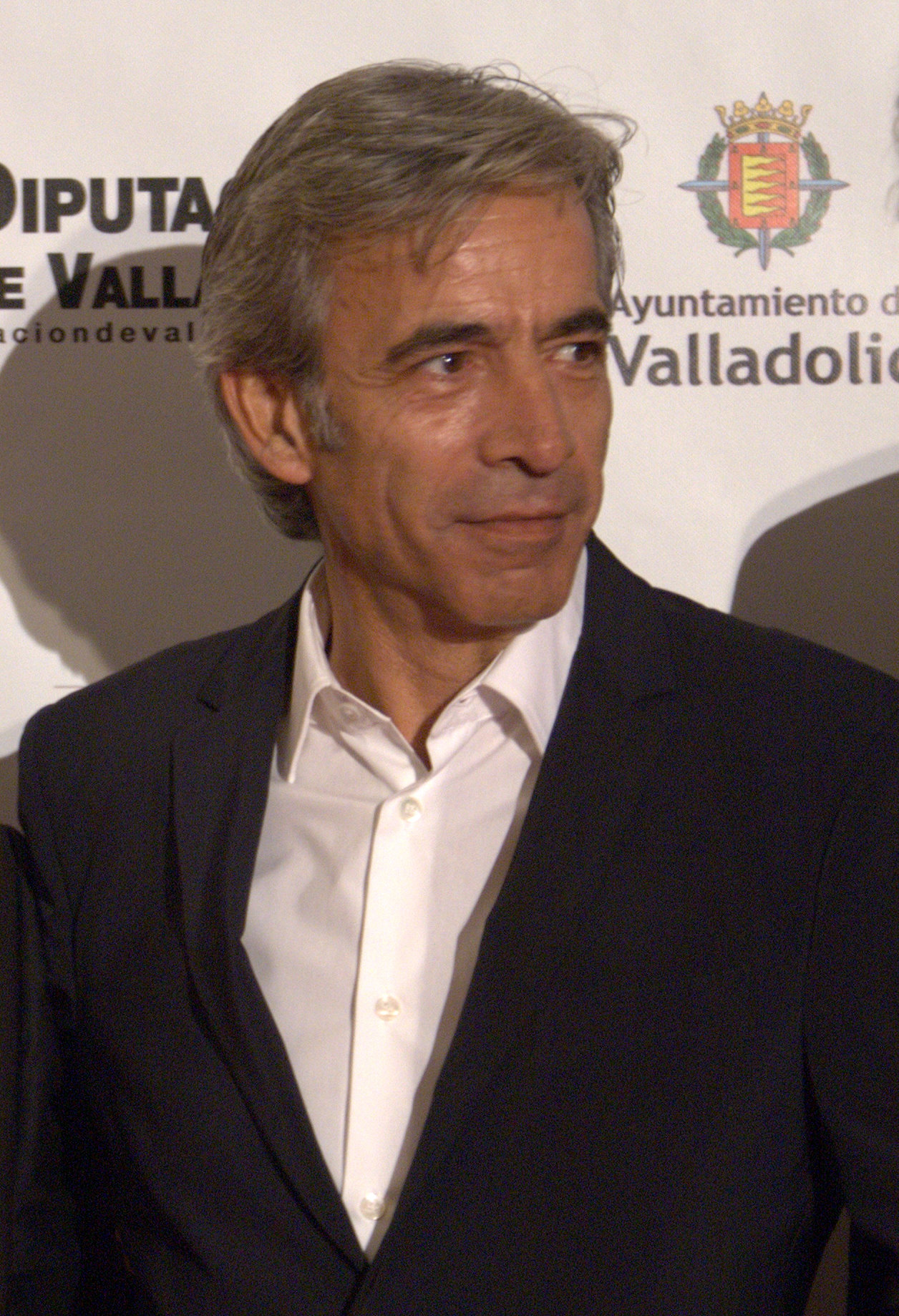
Imanol Arias va rebre el premi per tota la seva trajectòria.

| Categoria                              | Premiat                             | Labor premiada  |
| -------------------------------------- | ----------------------------------- | --------------- |
| Millor pel·lícula espanyola            | Isla bonita                         | Pel·lícula      |
| Millor actor en pel·lícula espanyola   | Pedro Casablanc                     | B, la película  |
| Millor actriu en pel·lícula espanyola  | Natalia de Molina                   | Techo y comida  |
| Millor òpera prima                     | El camí més llarg per tornar a casa | Pel·lícula      |
| Millor pel·lícula estrangera           | Mad Max: fúria a la carretera       | Pel·lícula      |
| Millor actor en pel·lícula estrangera  | Mark Rylance                        | Bridge of Spies |
| Millor actriu en pel·lícula estrangera | Laia Costa                          | Victoria        |
| Premi especial a la indústria          | David Alfaras                       | Distribuïdor    |
| Premi a la trajectòria professional    | Imanol Arias                        | Trajectòria     |

## Roses de Sant Jordi

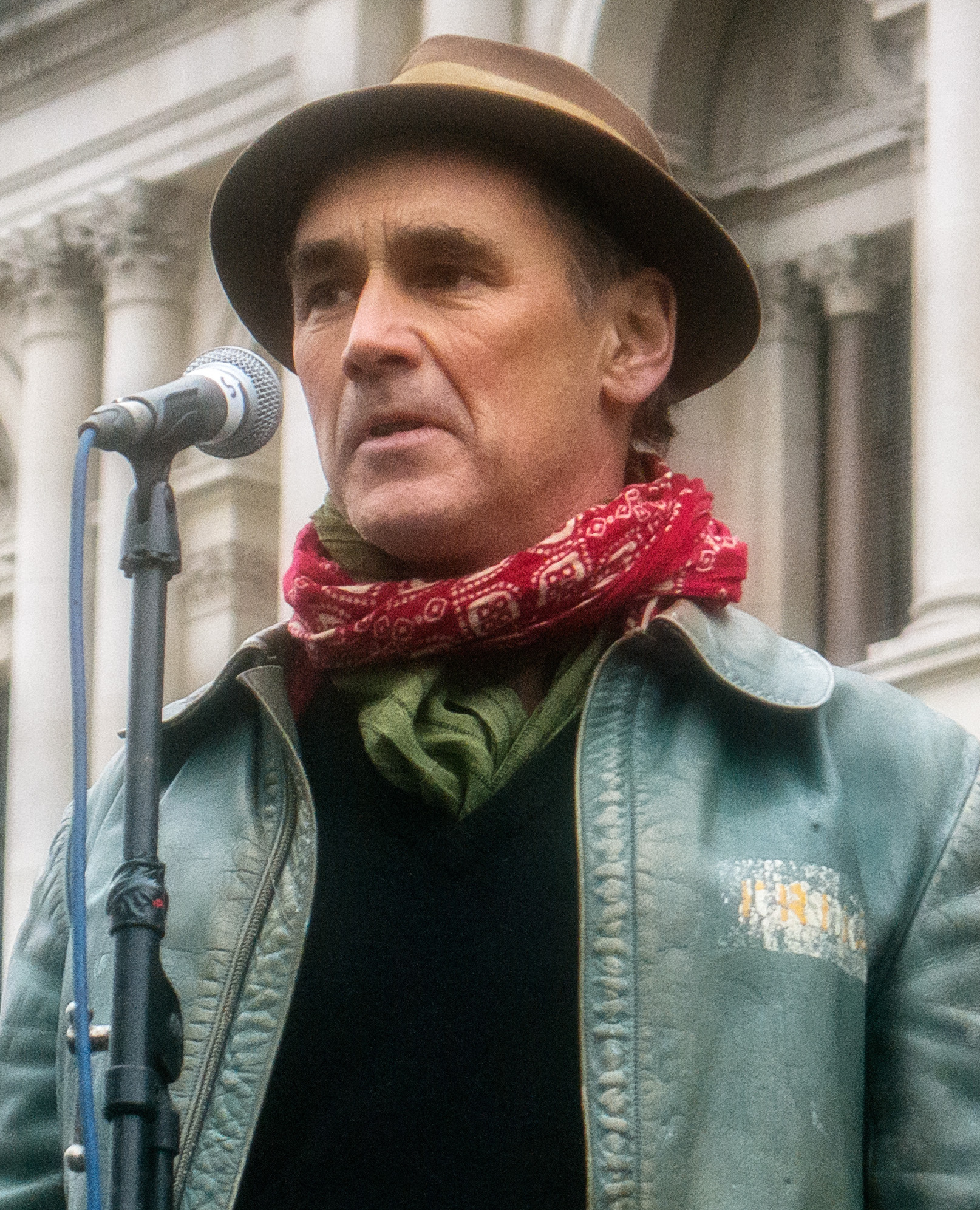
Mark Rylance va obtenir el premi al millor actor en pel·lícula estrangera.

| Categoria                    | Premiat           |
| ---------------------------- | ----------------- |
| Millor pel·lícula espanyola  | Truman            |
| Millor pel·lícula estrangera | La família Bélier |